# Xenoleptura hecate
Xenoleptura hecate är en skalbaggsart som först beskrevs av Edmund Reitter 1896.  Xenoleptura hecate ingår i släktet Xenoleptura och familjen långhorningar.
Artens utbredningsområde är Kazakstan. Inga underarter finns listade i Catalogue of Life.